# Jaraguá
Jaraguá is een gemeente in de Braziliaanse deelstaat Goiás. De gemeente telt 41.772 inwoners (schatting 2009).

## Aangrenzende gemeenten
De gemeente grenst aan Goianésia, Itaguari, Itaguaru, Jesúpolis, Pirenópolis, Santa Isabel, São Francisco de Goiás en Uruana.